# Stockport, Ohio
Stockport är en ort (village) i Morgan County i Ohio. Vid 2010 års folkräkning hade Stockport 503 invånare.